# Saint-Pastour
Saint-Pastour (okzitanisch: Sant Pastor) ist eine französische Stadt mit 377 Einwohnern (Stand: 1. Januar 2022) im Département Lot-et-Garonne in der Region Nouvelle-Aquitaine. Die Gemeinde liegt im Arrondissement Villeneuve-sur-Lot und ist Teil des Kantons Le Livradais. 

## Geographie
Saint-Pastour liegt etwa 31 Kilometer nördlich von Agen. Saint-Pastour wird umgeben von den Nachbargemeinden Beaugas im Norden, Pailloles im Osten, Casseneuil im Süden sowie Pinel-Hauterive im Westen.

## Geschichte
Saint-Pastour wurde als Bastide 1259 von Alfons von Poitiers gegründet.

## Bevölkerungsentwicklung
| 1962                       | 1968 | 1975 | 1982 | 1990 | 1999 | 2006 | 2018 |
| -------------------------- | ---- | ---- | ---- | ---- | ---- | ---- | ---- |
| 444                        | 429  | 338  | 343  | 347  | 361  | 381  | 382  |
| Quellen: Cassini und INSEE |      |      |      |      |      |      |      |

## Sehenswürdigkeiten
- Kirche Saint-Pastour aus dem 15. Jahrhundert, seit 1926 Monument historique
- Kirche Saint-Jean in Aigues-Vives aus dem 11. Jahrhundert
- Herrenhaus Cabirol aus dem 16. Jahrhundert, Monument historique
- Burgruine Saint-Pastour, Monument historique
- Markthalle, Monument historique
- Ortsbefestigung

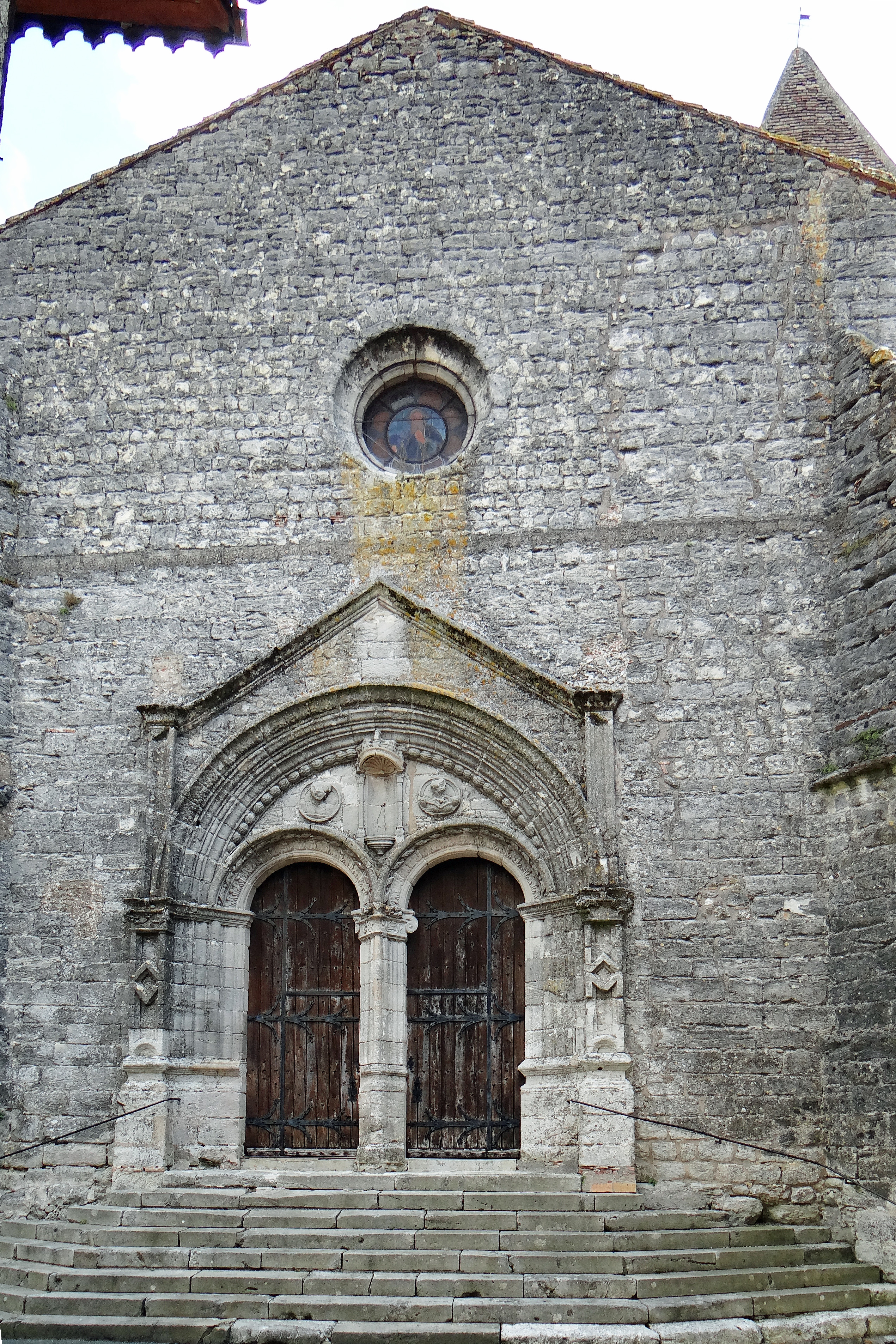
Kirche Saint-Pastour
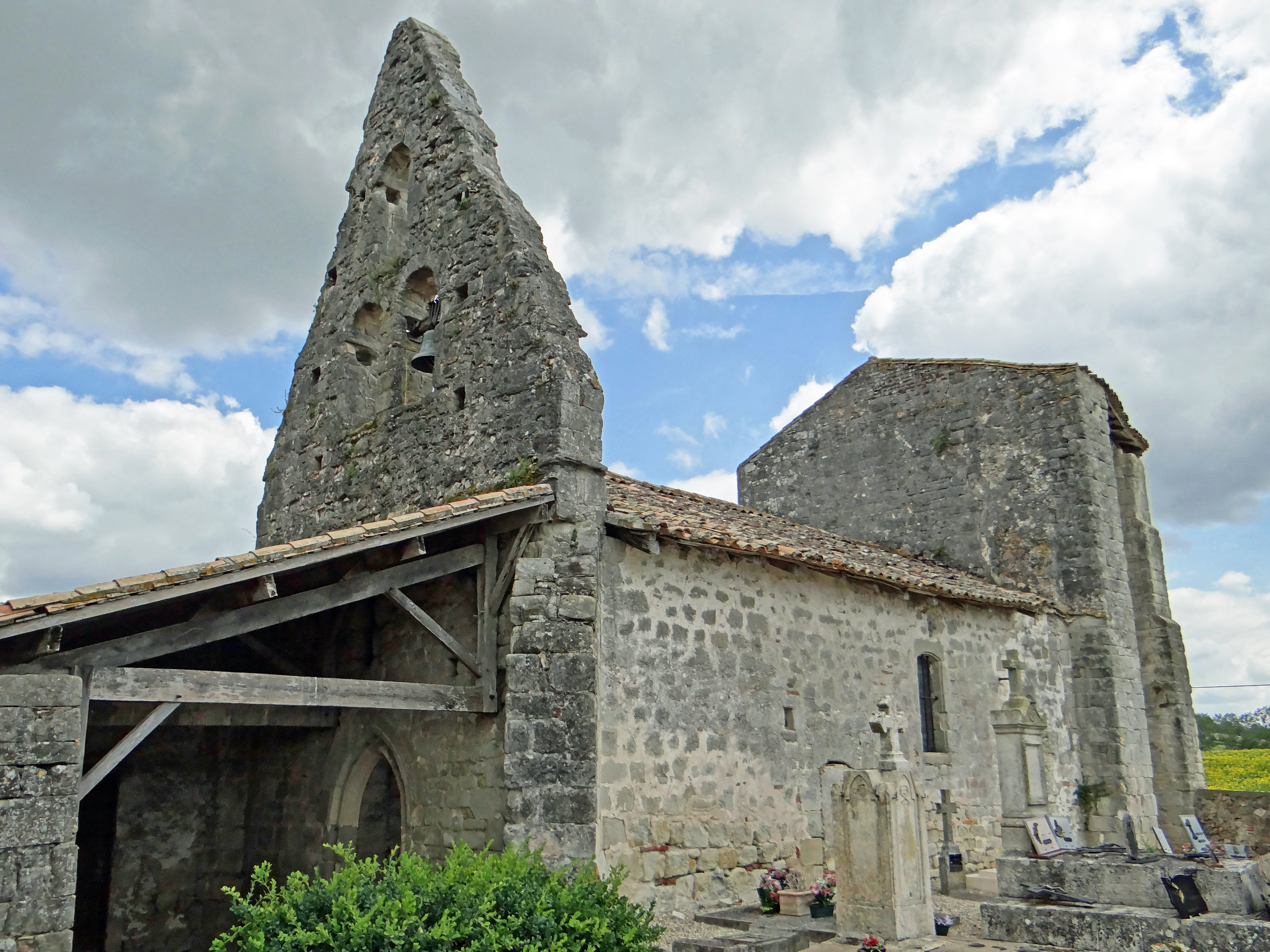
Kirche Saint-Jean
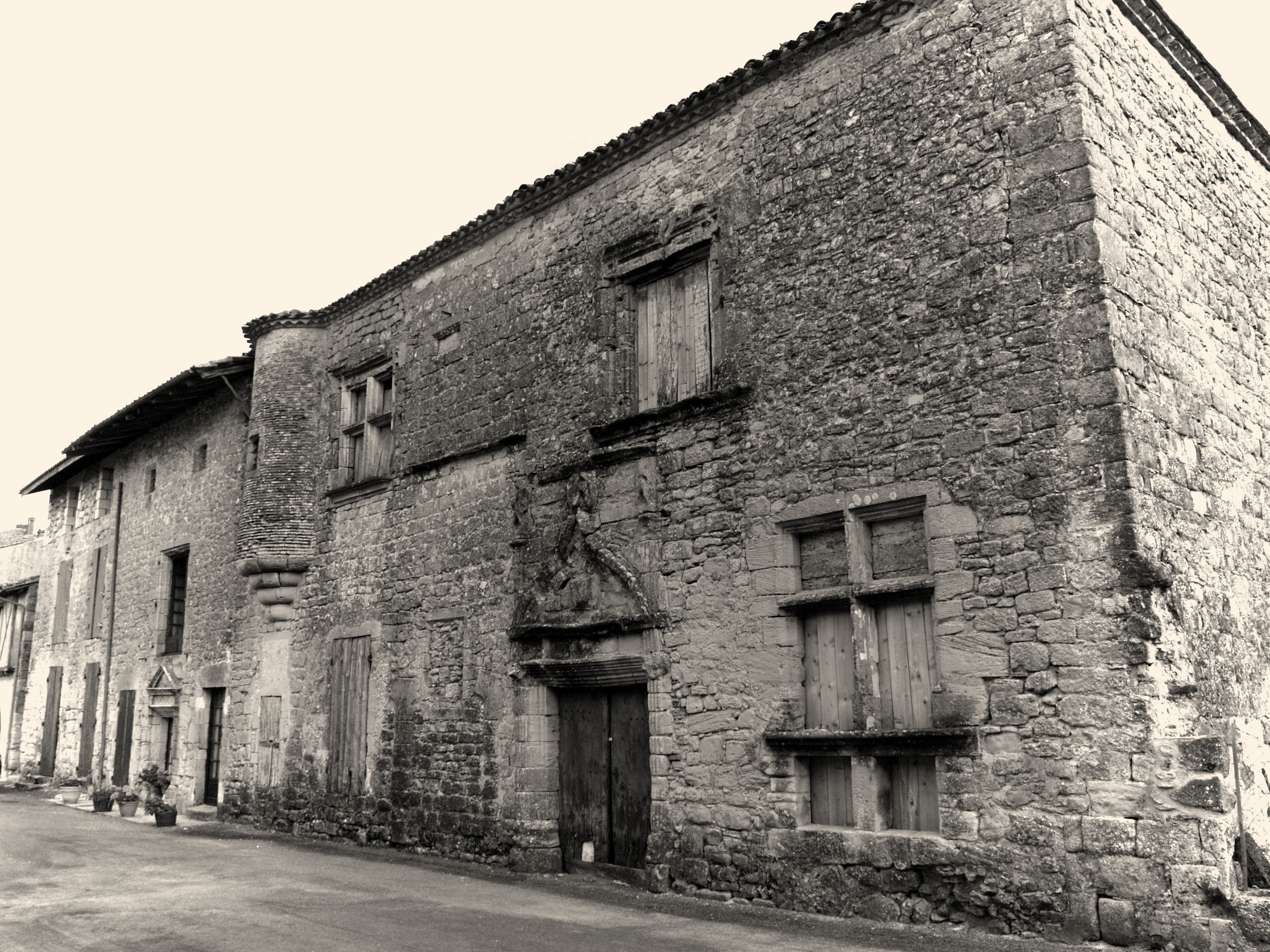
Herrenhaus Cabirol
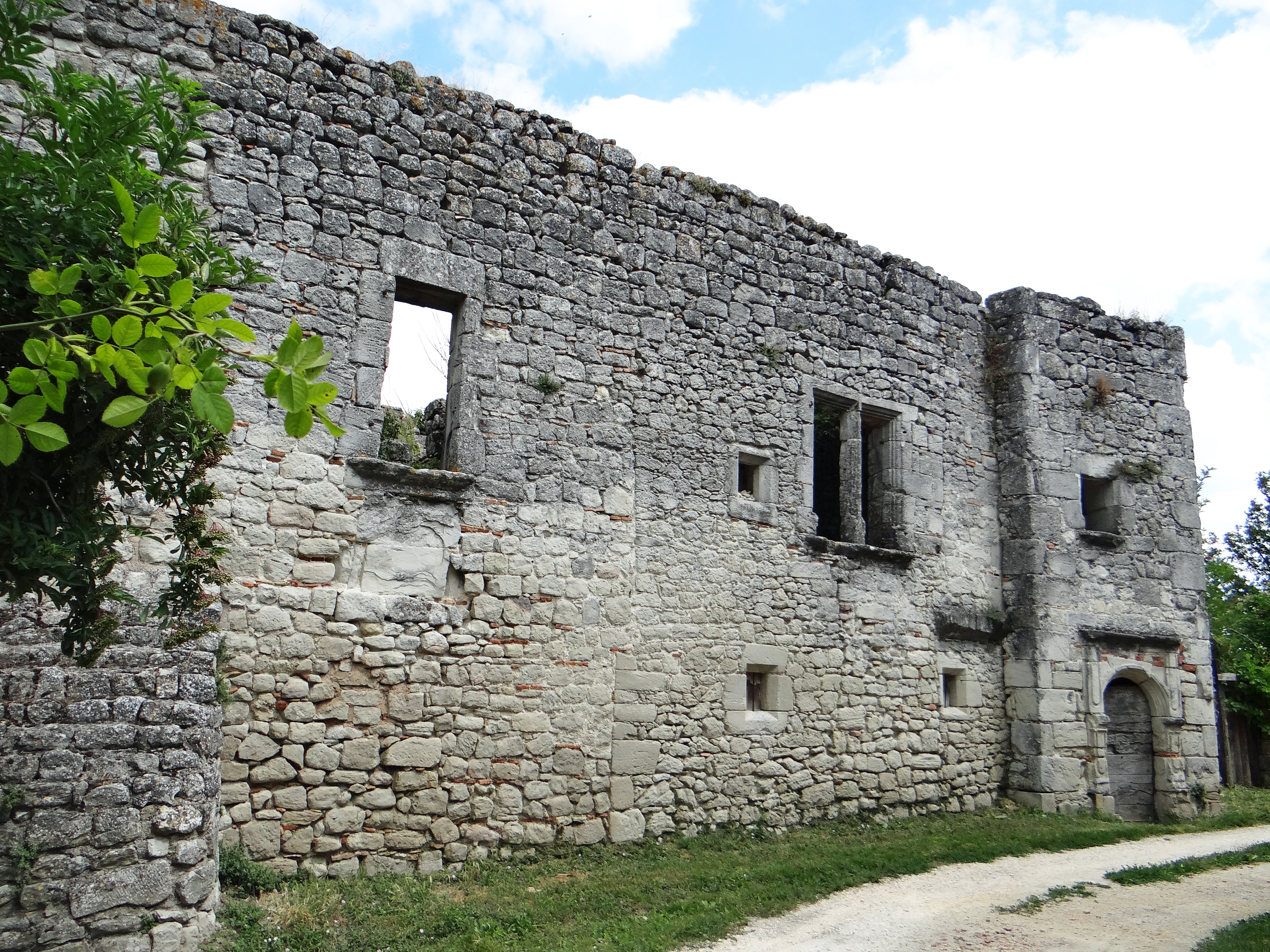
Burgruine Saint-Pastour
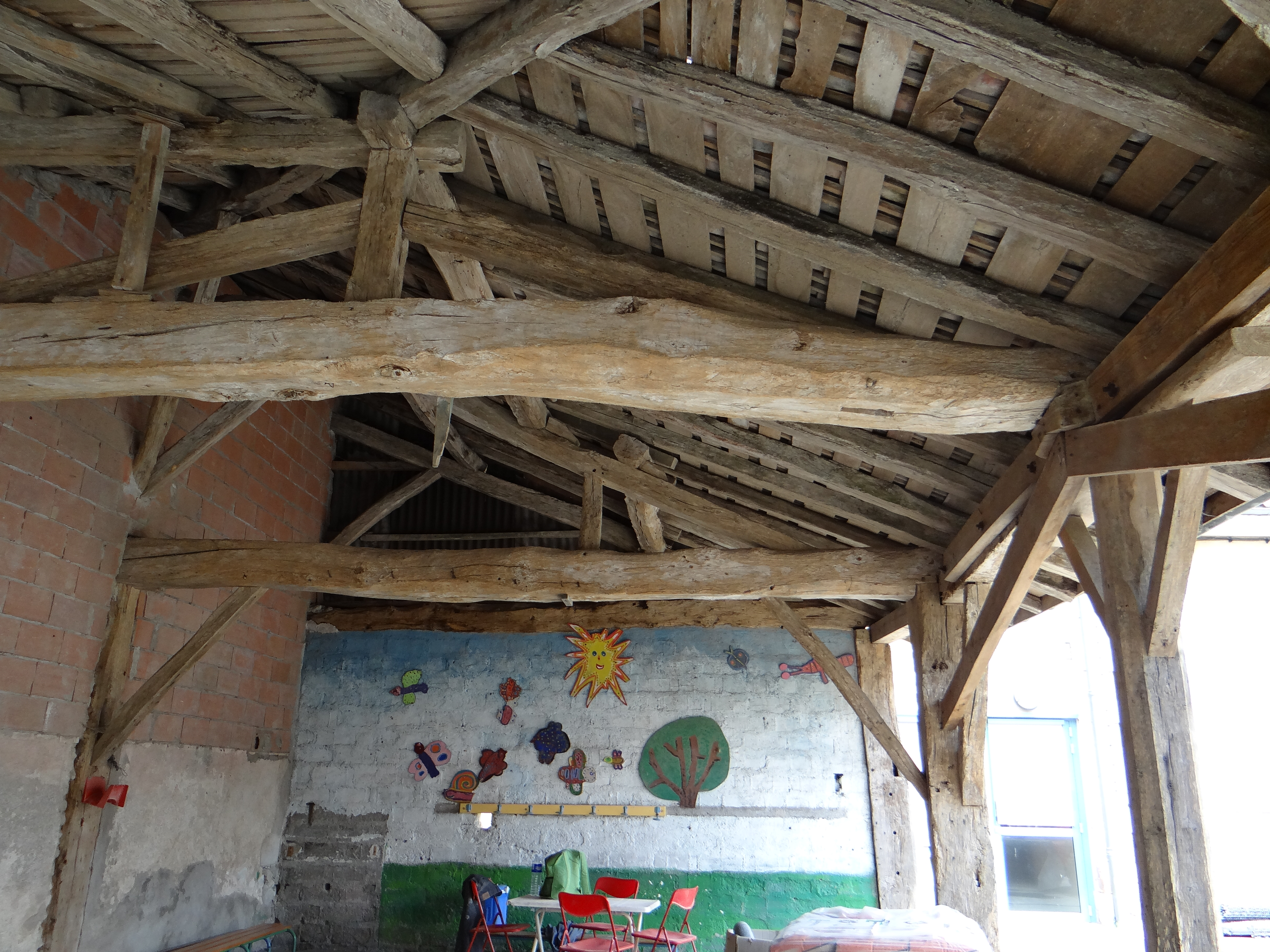
Ehemalige Markthalle